# For all tid
For all tid (in Inglese "For all time") è il primo full-length album dei Dimmu Borgir band Symphonic black metal norvegese, pubblicato nel 1994. Nel 1997 ne è stata pubblicata una riedizione corredata da 2 bonus track tratte dal primo EP Inn i evighetens mørke. La copertina è un'illustrazione di Gustave Doré per gli Idilli del re di Alfred Tennyson.

## Tracce
1. Det Nye Riket – 4:52
2. Under Korpens Vinger – 5:47
3. Over Bieknede Blåner Till Dommedag – 3:56
4. Stien – 1:55
5. Glittertind – 5:01
6. For All Tid – 5:32
7. Hunnerkongens Sorgsvarte Ferd Over Steppene – 3:14
8. Raabjorn Speiler Draugheims Skodde – 4:51
9. Den Gjemte Sannhets Herskar – 6:03

Bonus track
1. Inn I Evighetens Mørke (Part. I) - 4:25
2. Inn I Evighetens Mørke (Part. II) - 1:58

## Formazione
- Shagrath - voce e batteria
- Erkekjetter Silenoz - chitarra e voce
- Tjodalv - chitarra
- Brynjard Tristan - basso
- Stian Aarstad - tastiera e sintetizzatore